# مطار زاكوما
مطار زاكوما (إياتا: AKM) هو مطار يقع في إقليم سلامات في تشاد. يخدم حديقة زاكوما الوطنية.

## مرافق
يبلغ ارتفاع المطار 415 متر (1,362 قدم) فوق مستوى سطح البحر. له مدرج واحد محدد 03/21 مع سطح طيني تبلغ مساحته 1,500 by 37 متر (4,921 قدم × 121 قدم) × 1,500 by 37 متر (4,921 قدم × 121 قدم).